# Julián Berrendero

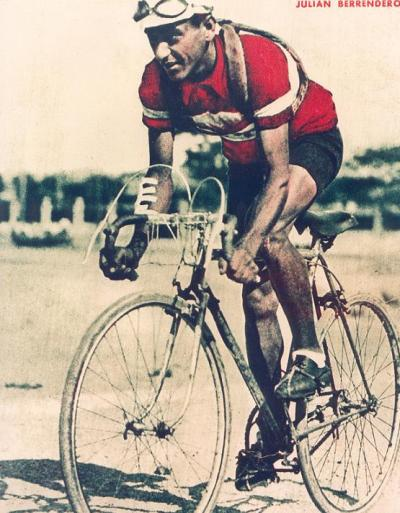
Julián Berrendero

Julián Berrendero Martín (* 8. April 1912 in San Agustín del Guadalix; † 1. September 1995 in Madrid) war ein spanischer Radrennfahrer.
Bereits 1936, in seinem zweiten Jahr als Profi, nahm er zum ersten Mal an der Tour de France teil und gewann auf Anhieb die Bergwertung und den 11. Platz in der Gesamtwertung. 1937 konnte er sogar eine Tour de France Etappe gewinnen und belegte den 15. Platz in der Gesamtwertung. Im Rahmen der Tour de France von 1936, während derer der Spanische Bürgerkrieg ausbrach, bekannte sich Berrendero zusammen mit seinen spanischen Teamkollegen zur Spanischen Republik und gegen die Putschisten unter Francisco Franco. Diese öffentlich Positionierung führte bei seiner Rückkehr nach Spanien 1939 zu seiner Festnahme und 18 Monate langen Internierung in einem der franquistischen Konzentrationslager.
Seine größten Erfolge feierte er bei der Vuelta. Er gewann diese Rundfahrt 1941, kurz nach seiner Entlassung aus einem der Lager, und 1942. 1945 und 1946 wurde er jeweils Zweiter. Insgesamt gewann er 11 Vuelta-Etappen. 1942 und 1945 gewann er die Bergwertung der Vuelta. Hinzu kommt noch ein 4. und ein 6. Platz in der Gesamtwertung. Zahlreiche Siege bei regionalen Rundfahrten und Eintagesrennen in Spanien runden seine Erfolgsbilanz ab, die ohne den Zweiten Weltkrieg, den Spanischen Bürgerkrieg und seine eigene Inhaftierung durch die Putschisten unter Francisco Franco sicherlich noch größer geworden wäre. 1935 siegte er in der Vuelta a Castilla, 1944 wurde er Zweiter der Kantabrien-Rundfahrt. 1943 gewann er den GP Viscaya.
In seiner von 1935 bis 1949 dauernden Karriere gewann Julián Berrendero auch dreimal die spanische Meisterschaft auf der Straße und zweimal im Querfeldeinfahren.